# Francis Clery

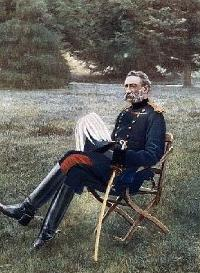
Francis Clery während des Zweiten Burenkrieges

Sir Cornelius Francis Clery KCB, KCMG (* 13. Februar 1838 in Cork, Irland; † 25. Juni 1926 in London) war ein irisch-britischer Offizier der British Army, zuletzt Lieutenant-General, der in verschiedenen Kolonialkriegen des späten 19. Jahrhunderts diente.

## Leben
Clery wurde in eine irische Familie im County Cork geboren. Er erhielt eine Erziehung an der Jesuitenschule Clongowes Wood College im County Kildare und wurde danach ans Royal Military College in Sandhurst, England, geschickt. Mit 20 Jahren erhielt er durch Kauf eine Stelle als Ensign im 32nd (Cornwall) Regiment of Foot (Light Infantry), wo er im folgenden Jahr Lieutenant wurde. Von 1861 bis 1866 war er Adjutant in seinem Regiment, bevor er den Befehl über eine Kompanie erhielt.
Ab 1869 besuchte Clery den zweijährigen Kurs am Staff College Camberley und zeigte so überzeugende akademische Leistungen, dass er nach seinem Abschluss umgehend zum Taktikausbilder am Royal Military College berufen wurde. 1872 wurde er dort Professor für Taktik und blieb bis 1875 auf diesem Posten. Sein in dieser Zeit veröffentlichtes Lehrbuch über Taktik erschien in zahlreichen Auflagen und wurde in mehrere Sprachen übersetzt. Von 1875 bis 1878 diente er als Deputy Assistant Adjutant und Quartermaster-General zunächst im Irish Command und anschließend in Aldershot.
1878 wurde Clery auf einer Sondermission nach Südafrika versetzt, wo er in zwei kurzen Expeditionen nach Griqualand West und Sekhukhuneland diente. 1879 nahm er am Zulukrieg teil und zeichnete sich unter anderem in den Schlachten von Isandhlwana und Ulundi aus. Er wurde mentioned in dispatches und erhielt den Brevet-Rang eines Lieutenant Colonel sowie die Kampagnenmedaille mit Spange. Später wurde Clery nach Ägypten versetzt, wo er in höheren Stabspositionen am Anglo-Ägyptischen Krieg von 1882, an der Suakin-Expedition von 1884 sowie der Gordon Relief Expedition von 1884/85 teilnahm.
Nach der Rückkehr nach England übernahm Clery 1888 die Stelle als Kommandant des Staff College, die er für die nächsten fünf Jahre innehatte. Im Dezember 1894 wurde er zum Major-General befördert und übernahm bald darauf den Befehl über eine Infanteriebrigade in Aldershot. Von 1896 bis 1899 amtierte er als Deputy Adjutant-General to the Forces im Hauptquartier der Army. In letzterem Jahr ging er als Kommandeur der 2nd Infantry Division nach Südafrika, die als Teil der Natal Field Force unter Redvers Buller eingesetzt wurde und unter anderem in den Schlachten von Colenso, Spion Kop und Tugela Heights kämpfte. Im Oktober 1900 kehrte er unerwartet nach England zurück und trat vier Monate später aus gesundheitlichen Gründen aus dem aktiven Dienst.